# هيئة الرقابة الإدارية والشفافية (قطر)
هيئة الرقابة الإدارية والشفافية وكالة حكومية في قطر أسست في عام 2011 بهدف تحقيق الرقابة والشفافية ونزاهة الوظيفة العامة؛ وذلك بعد صدور القرار الأميري رقم 75 وفق اتفاقية الأمم المتحدة لمكافحة الفساد بالمرسوم رقم (17) لسنة 2007. منذ تأسيسها، سعت الهيئة إلى منع وقوع الجرائم التي تمس المال العام أو الوظيفة العامة والعمل على ضبط ما يقع منها، كما تم إعادة تنظيمها في عام 2015 عندما صدر القرار الأميري رقم (6) لنفس العام. نتيجة لذلك، ازداد تركيز الهيئة بشكل أكبر على جانب الوقاية، مع التركيز على المساهمة في تحقيق أعلى مؤشرات النزاهة والشفافية في مجال الوظيفة العامة ومكافحة الفساد كما أصبحت مسؤولة أمام الأمير مباشرة. يترأس الهيئة حالية سعادة السيد/ حمد بن ناصر المسند.

## الأهداف
ذكرت المادة الخامسة للقرار الأميري رقم 75 الصادر عام 2011 الأهداف العامة لهيئة الرقابة الإدارية والشفافية، والتي من ضمنها:
1. وضع إستراتيجية وطنية لتعزيز النزاهة والشفافية، والعمل على تنفيذها بالتنسيق مع الجهات المعنية في الدولة.
2. بحث ودراسة أسباب القصور في النظم الإدارية والفنية والمالية التي تعرقل السير المنتظم للعمل بالجهات الخاضعة لرقابة الهيئة، واقتراح وسائل تلافيها.
3. اقتراح الوسائل والإجراءات الكفيلة بتعزيز النزاهة والشفافية في إدارة أملاك الدولة، واقتراح معايير واضحة للشفافية في إجراءات المناقصات والمزايدات، وإعداد ميثاق لنزاهة الموظفين العموميين والمقاولين والموردين.
4. تعميم المعارف المتعلقة بتكريس النزاهة والشفافية وتيسير اطلاع الأفراد عليها، واقتراح الإجراءات التي تساهم في التعريف بظاهرة الفساد وآثاره ومخاطر انتشاره.
5. توفير قنوات اتصال مباشرة مع الجمهور، لتلقي اقتراحاتهم وشكاواهم بشأن التصرفات المنطوية على الفساد وعدم النزاهة، واتخاذ الإجراءات العملية اللازمة للتحقق من تلك الشكاوى، بالتنسيق مع الجهات المعنية في الدولة.

## نطاق العمل
يشمل نطاق عمل هيئة الرقابة الإدارية والشفافية المؤسسات الآتية:
- الوزارات والأجهزة الحكومية والجهات والشركات التابعة لأي منها.
- الهيئات والمؤسسات العامة والجهات والشركات التابعة لأي منها.
- الجمعيات والمؤسسات الخاصة، وغيرها من الكيانات ذات النفع عام.

## مؤشر مدركات الفساد
تدخل دولة قطر ضمن الدول الأقل فسادا في العالم حسب تقارير منظمة الشفافية الدولة في ما يتعلق بمؤشرات مدركات الفساد. كان متوسط القيمة لدولة قطر خلال فترة ما بين عام 2003م و2021م 64 نقطة بحد أدنى 52 نقطة عام 2004 وبحد أقصى 77 نقطة عام 2010. آخر قيمة من عام 2021 هي 63 نقطة؛ بينما بلغ المتوسط العالمي في عام 2021 بناءً على 176 دولة 43 نقطة. تعتبر 100 نقطة الدرجة المثالية والتي تعني غياب الفساد.